# ブーム (オートバイ)
ブーム（Boom Trikes Fahrzeugbau Gmbh）は、ドイツバーデン＝ヴュルテンベルク州ハイデンハイム郡ゾントハイム・アン・デア・ブレンツにあるトライクメーカーである。

## 沿革
- 1990年 - 設立
- 1991年 - ハイウェイをIAAに出展
- 1992年 - ハイウェイIIを生産
- 1997年 - ISO9001を取得
- 1998年 - EUに認証される
- 2000年 - テスト走行をモロッコで実施
- 2003年 - オートマチックファイターをIAAに出展

## 製品
- オートマチックV1
- マッスルローライダー
- マスタングST1
- ハヤブサ
- Street Fighter X11 RS